# 1303 - La paura ha inizio
1303: La paura ha inizio (Apartment 1303 3D) è un film del 2012 diretto da Michael Taverna.
È un remake del film giapponese del 2007 Apartment 1303.
In Italia il film è uscito nel giugno 2014.

## Trama
Janet Slate, che abita con la sorella Lara e la madre Maddie, ex cantante di successo alcolizzata, decide finalmente di andare a vivere da sola. Affitta senza ripensamenti un appartamento, numerato 1303, dalla vista mozzafiato. Ma, quando la ragazza vi si trasferisce, eventi soprannaturali la spaventano: in particolare, una bambina misteriosa, Emily, compare e scompare all'improvviso. È sempre lei che informa Janet che l'appartamento è maledetto, perché una vecchia affittuaria, Jennifer, si è suicidata buttandosi dal balcone. Dopo aver respinto il portiere, che cerca di avere un rapporto sessuale con lei in cambio di un aiuto finanziario con l'affitto, resta comunque nell'appartamento, rassicurata al telefono dal suo ragazzo, Mark. Il giorno dopo, Janet si ritrova alcuni lividi sul corpo e crede di esserseli procurati da sola: la sera prima, infatti, ha preso alcune pillole che potrebbero averle causato un attacco di sonnambulismo. Quando vede Emily nel corridoio dello stabile giocare con una palla, come ha fatto la notte prima lo spettro, crede che sia proprio la ragazzina ad essere entrata nel suo appartamento: quando le dice di voler incontrare la madre, Emily la esorta nuovamente ad andare via.
Al lavoro, Joyce, la migliore amica di Janet, nota i lividi sul viso della ragazza: credendo che siano i segni di un pugno, incolpa Mark. Janet, allora, le rivela quello che è successo, ma non sembra essere creduta. Successivamente la ragazza telefona alla sorella e la informa che sta per ritornare a casa. Lara la sconsiglia, perché Maddie è in preda a terribili crisi. Janet chiede così a Mark di passare la notte nell'appartamento con lei e il ragazzo accetta volentieri. I due hanno un rapporto sessuale e poi si addormentano. Mark, svegliato da strani rumori, vede un sms della sua ex e così decide di raggiungerla. Janet si sveglia da sola e una ragazza molto simile a Emily l'aggredisce e la getta dal balcone, facendola morire, davanti agli occhi increduli di Mark.
Nel frattempo, la sorella Lara sogna di avere un altro litigio pesante con la madre, che termina con l'uccisione di Maddie. Dopo essersi svegliata sconcertata a casa sua, si reca nell'appartamento della sorella, poiché non crede assolutamente possa essersi  suicidata. Lì, ha uno scontro fisico con il fantasma della sorella, che la scaraventa ferendola contro un muro. Impaurita, decide di chiamare la polizia. Un detective la informa dei quattro suicidi avvenuti nella casa e della storia di due donne, Mary e Jennifer: Mary era un'insegnante, ma a causa dei problemi avuti con alcuni dei genitori, il divorzio col marito e la perdita di quasi ogni sua ricchezza, si era trasferita nell'appartamento 1303. Era diventata una prostituta alcolizzata, infierendo su sua figlia Jennifer. Dopo parecchio tempo, Jennifer l'aveva uccisa, per poi suicidarsi gettandosi dal balcone. Ascoltando la storia di Jennifer, Lara - dopo l'ennesima lite con sua madre - decide di andare a vivere nell'appartamento. Mark le rivela di essere un agente sotto copertura, divorziato e con un figlio, ma ha tenuto tutto nascosto a Janet. La donna si arrabbia, ma non lo caccia dall'appartamento perché ha bisogno della sua protezione.
La notte, salvo qualche rumore prodotto dai fantasmi, passa indisturbata. Ciò nonostante, il giorno dopo, Lara viene aggredita dal fantasma di Janet e, uscendo dalla doccia, trova all'interno dell'appartamento il portiere dello stabile che intende provarci con lei. Il detective fa visita a Lara durante il suo turno di lavoro, avvertendola che Maddie ha chiesto un'ordinanza restrittiva al giudice, e le chiede personalmente di stare lontano dal 1303; ma lei non gli dà ascolto. Dopo altre apparizioni, lo spettro di Jennifer aggredisce e uccide Mark. Lara tenta vanamente di scappare, ma viene fermata da Emily e dal portiere, in realtà entrambi fantasmi: per difendersi, Lara afferra un coltello. Quando arriva, sua madre Maddie viene spinta dallo spettro di Jennifer contro il coltello che Lara afferra, rimanendo uccisa.
Il detective, ascoltato la storia della donna, non la crede e l'arresta, mentre il fantasma di Jennifer guarda il sole tramontare, in attesa di nuovi coinquilini.